# N 9 (Senegal)
Die N 9 ist eine der Nationalstraßen im Westen Senegals. 
Sie führt durch die Regionen (von Süd nach Nord) Fatick, Diourbel und Thiès und ist 186 Kilometer lang. Klassifiziert wurde sie per Dekret im Dezember 2012 und ersetzte im Südteil die Regionalstraße R 61. Der Südteil der N9 zwischen Fatick und Passy kann als Alternativroute des Dakar-Lagos-Highways dienen. Er ist einer der Trans-African Highways und verbindet über die N 1 und die N 5 die Hauptstädte Dakar und Banjul.
Die N9 ist die einzige Nord-Süd-Verbindung aus dem Kernland Senegals durch das unwegsame amphibische Sine-Saloum-Gebiet in das isoliert südlich davon gelegene fruchtbare und touristisch bedeutsame Département Foundiougne der Region Fatick. Allerdings war die Straßenführung durch den Saloum unterbrochen. Den Lückenschluss besorgte jahrzehntelang der Bac de Foundiougne als Autofähre. Die Doppelendfähre Îles du Gandoul pendelte mehrmals täglich über den hier 1200 Meter breiten Fluss. Im Januar 2022 wurde der Fährverkehr durch den Pont de Foundiougne als mautpflichtige Brücke ersetzt. Sie gilt als längste Brücke Westafrikas.
Der Straßenverlauf beginnt in der Stadtmitte von Passy als Abzweig von der N 5. Auf dem Weg von Passy nach Norden zu der auf einer Insel gelegenen Départementspräfektur Foundiougne quert die N9 auf einer Damm-Brücken-Kombination ein über zweieinhalb Kilometer breites amphibisches Gebiet nördlich von Djilor, das vom Gezeitenstrom eines Diombos-Nebenarms geprägt wird. Für das Wasser gibt es unter der Straße zwei Durchlässe von je etwa 10 Meter Breite. Namentlich am nördlichen Durchlass zeigt das Asphaltband der Straße im November 2015 eine rund hundert Meter lange geschotterte Lücke, die darauf hinweist, dass in einer niederschlagsreichen Regenzeit der Straßendamm fortgespült werden kann und wiederhergestellt werden muss, weil die Durchlässe nicht ausgereicht haben. Die südliche Ausbuchtung des Nebenarms kommt mit einem dritten etwa zwei Meter breiten Wasserdurchlass aus. Eine weitere 500 Meter lange Damm-Brücken-Kombination der N9 über den Diombos, einen Mündungsarm des Saloum, verbindet das Festland seit Jahren von Osten her mit Foundiougne auf der Insel Loog (Der eigentliche Durchlass unter der Straße ist nur 10 Meter breit).
Von Foundiougne aus führt seit 2022 die Brücke über den Saloum nach Fatick, wo sich die N9 und die N 1 kreuzen. Der nächste Verkehrsknotenpunkt mit der N 3 ist die Stadt Bambey. Nördlich der Stadt ist die N9 über eine Anschlussstelle mit der mautpflichtigen Autoroute 2 verknüpft. Zwei weitere Knotenpunkte sind in Mékhé mit der N 2 und bei den Zirkonminen von Darou Fall Diogo in Darou Khoudoss kreuzt die N 8. Von hier sind es nur noch wenige Kilometer bis zum Atlantik, zu dem an der Grande-Côte  gelegenen Küstenort Fass Boye.
Die Straße hat zwischen der Anschlussstelle der A2 nördlich von Bambey und Mékhé nur die Qualität einer Schotterpiste, und zwischen Mékhé und Darou Fall Diogo weigert der Routenplaner die Benutzung der Piste ganz, sondern er empfiehlt nördlich davon eine Schotterpiste, die Seite an Seite dem Gleisanschluss der Zirkonminen der Grande Côte Opérations SA (GCO) folgt. Im Übrigen weist die N9 eine über weite Strecken frische Asphaltdecke auf.